# Pristobrycon careospinus
Pristobrycon careospinus es una especie de peces de la familia Characidae en el orden de los Characiformes.

## Morfología
Los machos pueden llegar alcanzar los 11,1 cm de longitud total.
- Número de  vértebras: 37.[1]

## Hábitat
Vive en zonas de clima tropical. Normalmente en aguas con bastante vegetación. Esta especie fue fotografiada por primera vez en su hábitat natural por el fotógrafo venezolano Ivan Mikolji en el río Atabapo.

## Distribución geográfica
Se encuentran en Sudamérica: río Atabapo ( cuenca del río Orinoco, Venezuela ).